# Muarraque (região)
Região de Muarraque (em árabe: المحرق; romaniz.: Al Muharraq) era uma das 12 regiões do Reino do Barém. Segundo censo de 2001, tinha 91 939 residentes. Compreendia 21 quilômetros quadrados.